# Златни кључ
Златни кључ (свк. Zlatý kľúč) је фестивал словачке популарне музике који се одржава сваке године у октобру у Селенчи.

## Историјат
Фестивал окупља велики број музичких извођача, композитора и текстописаца са циљем да подстакне нову музичку продукцију на словачком језику и афирмише је у најширем смислу. Фестивал је основан 1970. године, те је један од његових највећих резултата преко 700 изведених ауторских композиција на словачком језику.
Данас овај фестивал тежи да постане главни покретач стваралачких потенцијала Словака у Србији а у томе му помажу установе културе и медији, који доприносе пуној афирмацији ове продукције.
Организатор фестивала је Удружење за заштиту културе, традиције и уметности „Селенча“.